# Der große Weihnachtsauftritt
Der große Weihnachtsauftritt (Originaltitel: The Mistle-Tones) ist ein US-amerikanischer Musikfilm von Paul Hoen aus dem Jahr 2012.

## Handlung
Holly, die mit einer erstaunlichen Singstimme gesegnet ist, bewirbt sich für einen kürzlich freigewordenen Platz in der legendären lokalen Gesangsgruppe Snow-Belles, die vor Jahren von ihrer verstorbenen Mutter gegründet wurde. Schockiert und verärgert darüber, dass der Platz an den kaum talentierten und besten Freund des Gruppenführers, Marci, geht, macht sich Holly auf die Suche nach ihrer eigenen Musikgruppe. Zusammen mit ihrem besten Freund AJ sowie dem korpulenten Larry und der schüchternen Bernie gründet sie The Mistle-Tones, um den Snow-Belles beim alljährlichen Weihnachtsauftritt im Einkaufszentrum Konkurrenz zu machen.
Nachdem Holly ihre Rivalen am Weihnachtsabend erfolgreich zum Singen herausgefordert hat, findet sie sich mit einigen neuen Freunden und einer neuen Liebe auf eine Reise zur wahren Bedeutung von Weihnachten ein.

## Hintergrund
Die Dreharbeiten erfolgten in Pleasant Grove, Ogden und Salt Lake City.

## Synchronsprecher
| Schauspieler           | Rolle        | Synchronsprecher   |
| ---------------------- | ------------ | ------------------ |
| Tia Mowry-Hardrict     | Holly        | Maren Rainer       |
| Tori Spelling          | Marci        | Christine Stichler |
| Andy Gala              | AJ           | Patrick Schröder   |
| Tammy Townsend         | Grace        | Stephanie Kellner  |
| Reginald VelJohnson    | Hollys Vater | Manfred Erdmann    |
| Jason Rogel            | Larry        | Dominik Auer       |
| Jason Tatom            | Mike         | Kai Taschner       |
| Jonathan Patrick Moore | Nick         | Benedikt Gutjan    |

## Kritik
Kritiker der Fernsehzeitschrift TV Spielfilm vergaben eine mittlere Wertung (Daumen gerade) und stellten fest, „Etwas Zoff und Gezicke, und schön kitschige Xmas-Songs. Am Ende haben sich alle lieb, denn schließlich ist doch Weihnachten!“